# KF 스컨데르베우 코르처

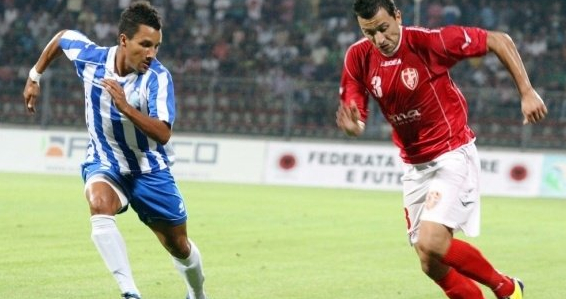

KF 스컨데르베우 코르처(알바니아어: Klubi Futbollistik Skënderbeu Korçë)는 코르처를 연고로 하는 알바니아의 축구 클럽이다. 현재는 알바니아 수페르리가에 참가하고 있다. 클럽 이름은 알바니아의 민족 영웅인 스칸데르베그에서 유래된 이름이다.

## 역대 성적
- 알바니아 수페르리가: 우승 8회 (1933, 2010–11, 2011–12, 2012–13, 2013–14, 2014–15, 2015–16, 2017–18)
- 카테고리아 에 파레: 우승 3회 (1975–76, 2004–05, 2006–07), 준우승 3회 (1989–90, 1994–95, 2004–05)
- 알바니아 컵: 우승 1회 (2017-18)
- 알바니아 슈퍼컵: 우승 2회 (2013, 2014)

## 선수 명단

### 현역
- 딘 리초(2022 ~ )
- 코스타 반젤리(2019 ~ 2022, 2023 ~ )